# Buvika
Buvika este o localitate din comuna Skaun, provincia Sør-Trøndelag, Norvegia.